# Sentenzen
Sentenzen, op. 233, är en vals av Johann Strauss den yngre. Den spelades första gången den 31 januari 1860 i Sofiensäle i Wien. 

## Historia
Valsen komponerades till juridikstudenternas karnevalsbal som hölls den 31 januari 1860 i Hofburg. Den hade från början titeln Rigorosenseuzer (Muntlig examen-suckar) men studenterna uppskattade inte humorn och ville inte bli påminda om den examensvåndan mitt under balen och de bad kompositören att ändra titeln. Strauss döpte om valsen till Sentenzen; på lagspråk betyder det domarens avkunnande i en rättegång, medan det i vardagsspråk har innebörden av ett motto eller en maxim.

## Om valsen
Speltiden är ca 8 minuter och 12 sekunder plus minus några sekunder beroende på dirigentens musikaliska tolkning.

## Weblänkar
- Sentenzen i Naxos-utgåvan.